# انتقام (فیلم ۱۹۹۵)
انتقام (به انگلیسی: Vendetta) فیلمی محصول سال ۱۹۹۵ به کارگردانی میکل هوفسترم است. در این فیلم بازیگرانی همچون استفان سائوک، انیو فانتاستیکینی، ارلاند یوسفسن، اورسو ماریا گوئرینی، اولیور توبیاس، ماریکا لاگرکرانتس، استیگ انگستروم، مارگرت ویورس و رناتو کارپنتیری ایفای نقش کرده‌اند.

## خلاصه داستان
فرمانده کارل همیلتون (استفان سائوک) یک فرمانده ضداطلاعات نیروی دریایی اهل سوئد است او با یک باند مافیای مواد مخدر سیسیلی درگیر می‌شود و برای آن‌ها مشکلات زیادی ایجاد می‌کند. دن توماس (انیو فانتاستیکینی) که رئیس و پدرخوانده این گروه مافیایی است فرزند همیلتون را گروگان می‌گیرد و کارل همیلتون تصمیم به انتقام و آزاد کردن دخترش می‌گیرد پس دوباره به ایتالیا می‌رود و…